# Ordine della Visitazione di Santa Maria

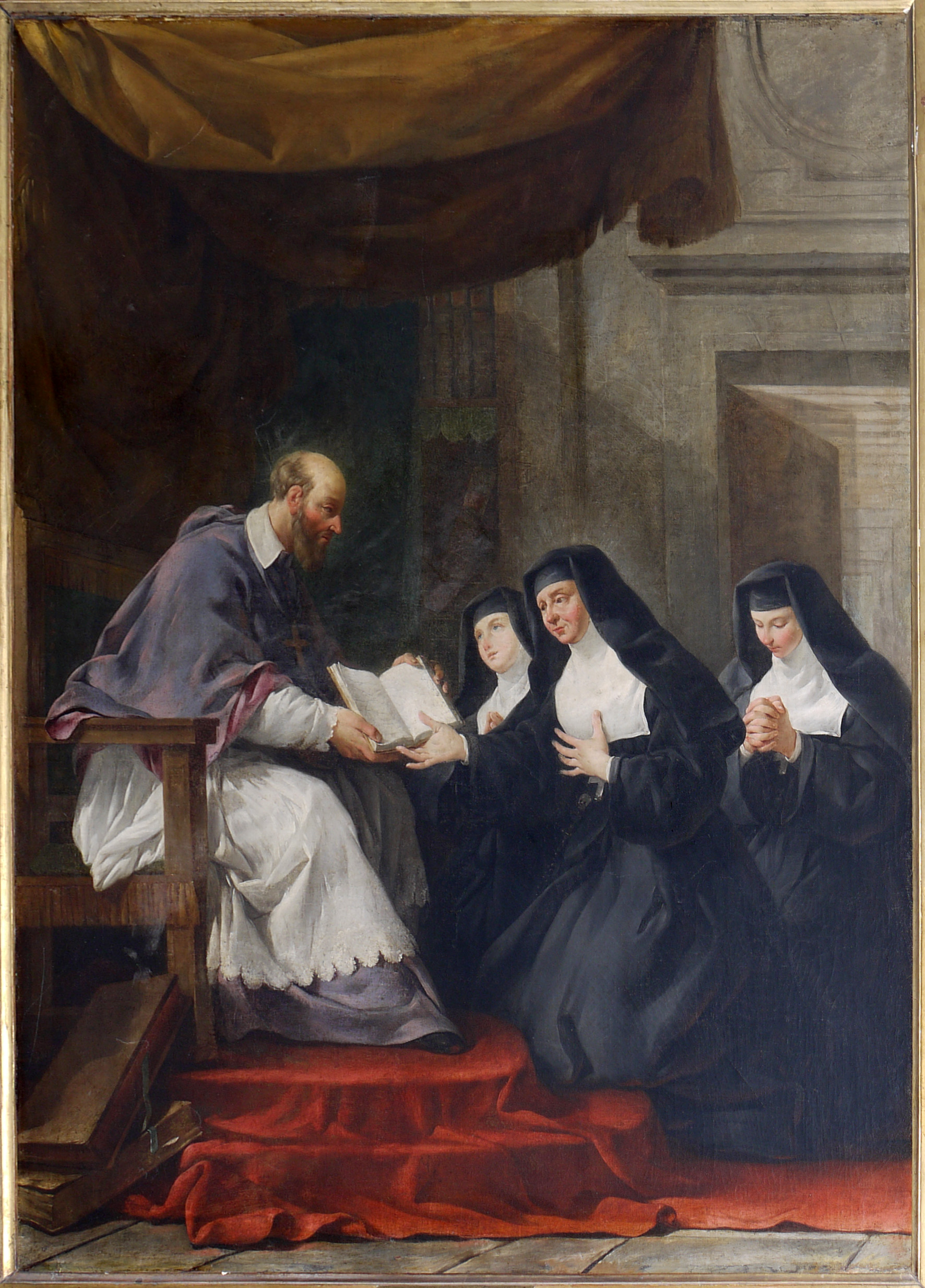
La fondazione dell'ordine.

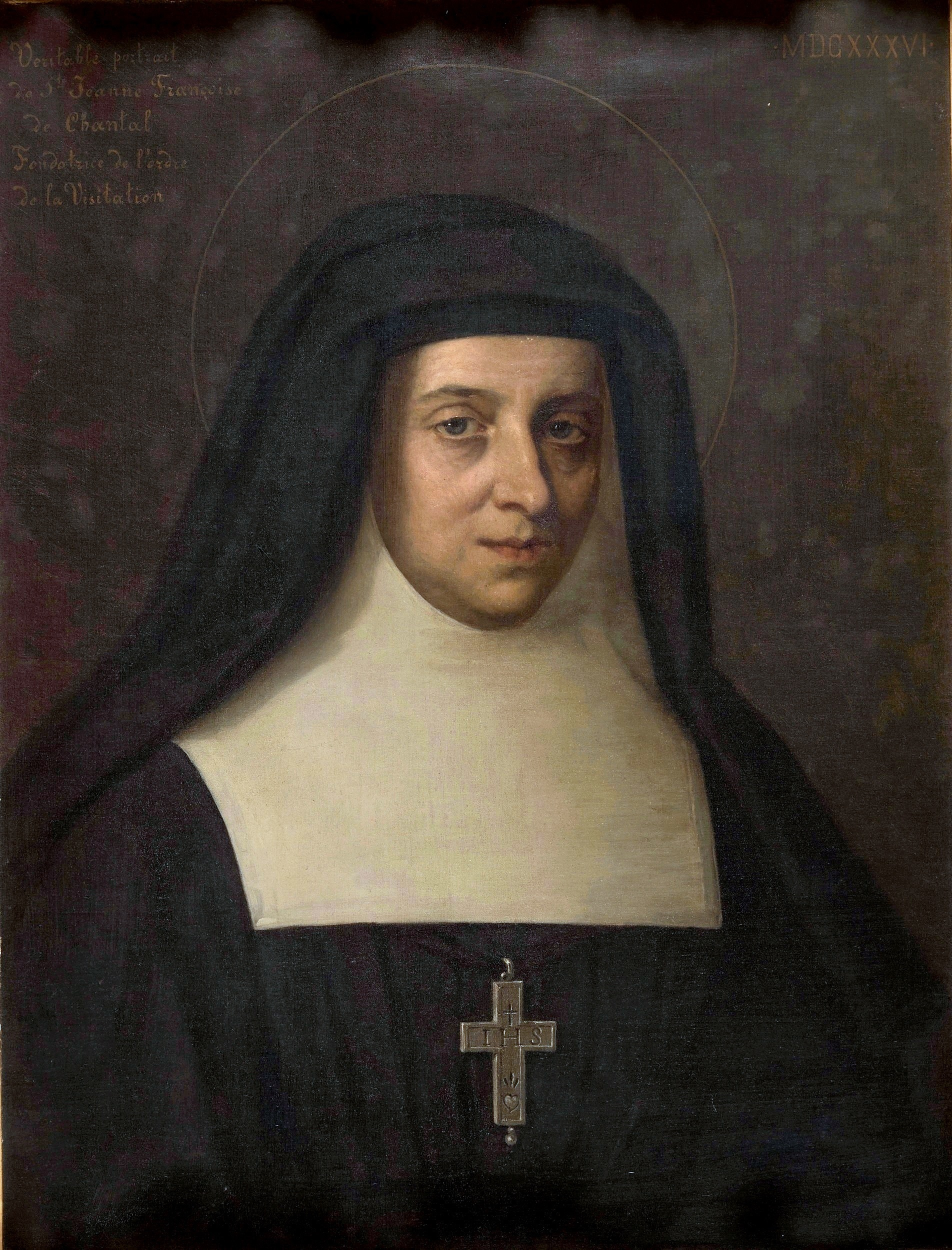
Santa Giovanna Francesca Frémiot di Chantal.

L'Ordine della Visitazione di Santa Maria (in latino Ordo Visitationis Beatissimae Mariae Virginis) venne fondato nel 1610 da san Francesco di Sales e santa Giovanna Francesca Frémiot di Chantal. Le monache sono popolarmente dette visitandine e pospongono al loro nome la sigla V.S.M.

## Storia
Le visitandine vennero fondate ad Annecy, in Savoia, dove avevano trovato rifugio i vescovi di Ginevra dopo il passaggio della città svizzera al calvinismo (1535). Il 4 giugno 1607 il vescovo Francesco di Sales (1567-1622) espresse la sua volontà di istituire una congregazione femminile a Giovanna Francesca Frémiot, baronessa di Chantal (1572-1641), sua fedele discepola, e il 6 giugno 1610, giorno della festa della Santissima Trinità, le prime tre aspiranti iniziarono il loro noviziato presso la casa de la Galerie, alla periferia di Annency.
Assieme a madre Chantal, componevano la comunità Jacqueline Favre e Charlotte de Bréchard. Inizialmente si era pensato di chiamare le religiose "figlie di santa Marta" oppure "oblate della Vergine", poi si pensò d'intitolare l'istituto alla Visitazione, mistero nascosto e non celebrato solennemente. Concluso l'anno di noviziato, il 6 giugno 1611 le tre religiose emisero, in forma semplice, la loro professione dei voti nelle mani di Francesco di Sales.
Nel 1613 il fondatore diede alle visitandine le prime costituzioni: l'accesso alla congregazione era consentito anche alle vedove e alle donne con salute cagionevole (categorie alle quali era normalmente precluso l'accesso alla vita religiosa) e il fine delle suore era l'esercizio del divino amore attraverso la preghiera, la contemplazione e la visita ai poveri e agli ammalati. Il 18 settembre 1614 Margherita di Savoia, vedova del duca Francesco IV Gonzaga, posò la prima pietra del primo vero monastero della Visitazione.
Su invito dell'arcivescovo Denis-Simon de Marquemont, il 26 gennaio 1615 tre visitandine si stabilirono a Lione: per impedire che l'istituto restasse una congregazione di diritto diocesano e per consentirne uno sviluppo duraturo, l'arcivescovo, insigne canonista, suggerì al fondatore di introdurre l'osservanza della regola di sant'Agostino, la clausura e i voti perpetui (all'epoca, i soli riconosciuti dalla Santa Sede). Francesco di Sales accolse i consigli e modificò in tal senso i regolamenti delle visitandine, che vennero approvati da papa Paolo V con breve del 23 aprile 1618; la clausura venne introdotta il 16 ottobre 1618. L'ordine conobbe una rapida diffusione, soprattutto nelle regioni centromeridionali e orientali della Francia: vivente il fondatore, vennero fondati 13 monasteri e, alla morte della Chantal, le case erano 87.
I monasteri della Visitazione divennero anche sede di attività educative: la mistica Margherita Maria Alacoque, monaca dell'ordine, fu tra le principali ispiratrici della devozione al Sacro Cuore di Gesù, propagata dalle visitandine.
Dopo aver subito gravi perdite durante la Rivoluzione (i circa 120 monasteri presenti in Francia vennero dissolti), l'ordine conobbe una nuova fioritura nel XIX secolo e vennero fondati numerosi nuovi monasteri in vari paesi del mondo.

## Attività e diffusione

Chiesa del monastero delle suore della Visitazione di Brescia

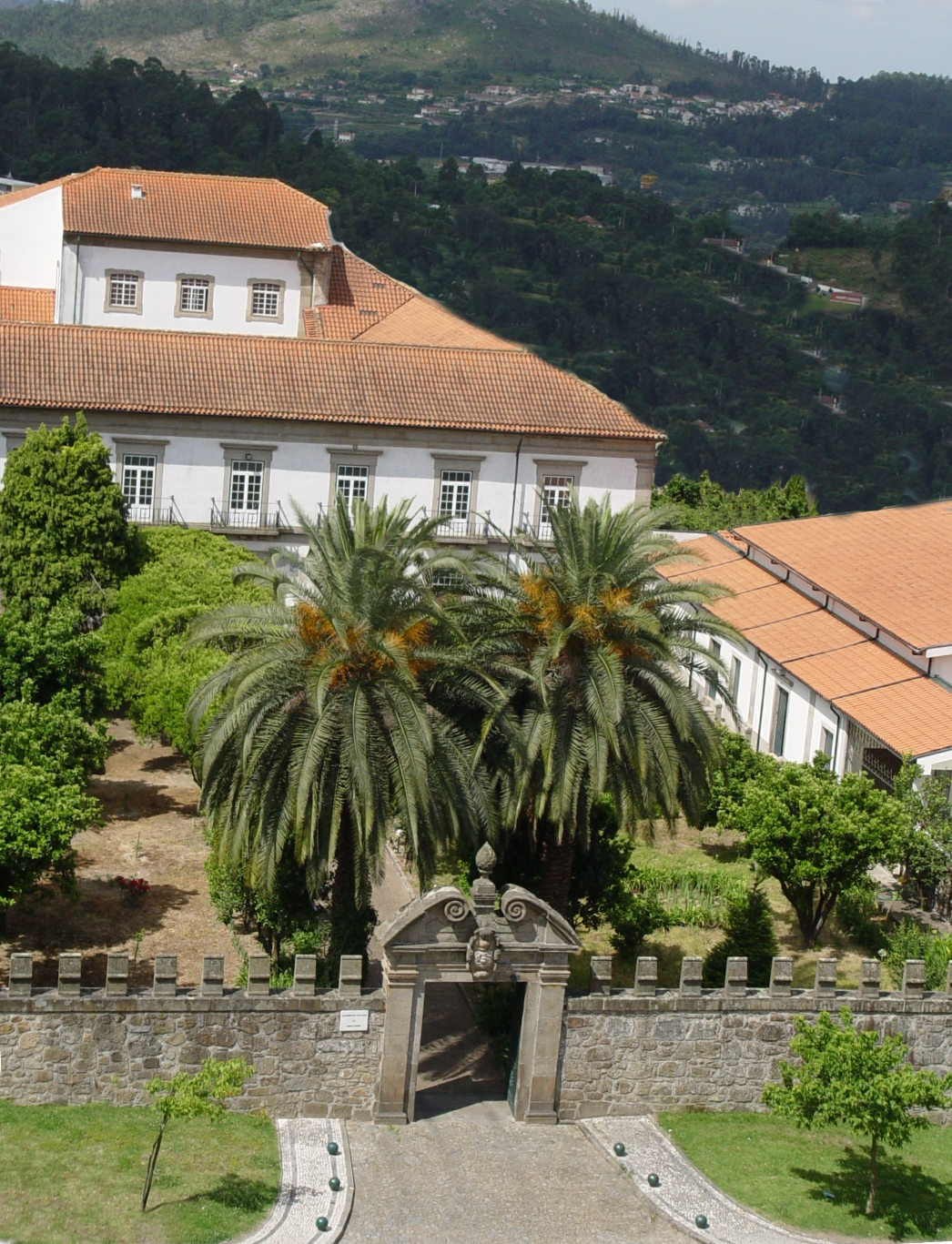
Monastero delle monache della Visitazione di Braga, Portogallo

Le visitandine sono religiose di voti solenni (monache di clausura), dedite a vita di meditazione e preghiera. Sono organizzate in monasteri autonomi, retti da una superiora: alla fine del 2008, l'ordine contava 2.073 tra monache e novizie e 137 case.
I monasteri della Visitazione sono presenti in Europa (Austria, Belgio, Repubblica Ceca, Croazia, Francia, Germania, Irlanda, Italia, Paesi Bassi, Portogallo, Regno Unito, Spagna, Svizzera, Ungheria), nelle Americhe (Argentina, Brasile, Canada, Cile, Colombia, Repubblica Dominicana, Ecuador, Guatemala, Messico, Panama, Paraguay, Perù, Stati Uniti d'America, Uruguay), in Africa (Burundi, Repubblica del Congo, Ruanda) e in Asia (Repubblica di Corea, Filippine, Libano).
In Italia posseggono i monasteri di Acilia, Acireale, Alzano Lombardo, Arona, Baggiovara, Bologna, Brescia, Como, Corfinio, Lucca, Moncalieri, Napoli, Padova, Palermo, Pinerolo, Pistoia, Quinto al Mare, Reggio Calabria, Roma, Rosolini, Salò, San Giorgio del Sannio, San Pancrazio, San Vito al Tagliamento, Soresina, Taurianova, Treia e Treviso.